# Wierna (film)
Wierna (ang. Allegiant – sprzymierzeńcy), także Seria Niezgodna: Wierna – amerykański film fantastycznonaukowy z elementami filmu akcji z 2016 w reżyserii Roberta Schwentke.
Wierna jest kontynuacją filmów Niezgodna (2014) i Zbuntowana (2015). W zamyśle miała to być pierwsza część adaptacji ostatniej części trylogii Veroniki Roth, jednak zrezygnowano z realizacji drugiej części.

## Seria (film)
- Niezgodna (ang. Divergent): 2014 r.
- Zbuntowana (ang. Insurgent): 2015 r.
- Wierna.

## Produkcja
- scenariusz na podstawie powieści Veroniki Roth: Noah Oppenhaim, Adam Cooper, Bill Collage
- zdjęcia: Florian Ballhaus (ASC)
- kierownictwo artystyczne: Alec Hammond
- montaż: Stuart Levy
- kostiumy: Marlene Stewart
- muzyka: Joseph Trapanese
- kierownictwo muzyczne: Randall Poster
- efekty specjalne: Stefen Fangmeier
- scenografia: Kathy Lucas

## Obsada
- Shailene Woodley – Tris
- Theo James – Czwórka
- Jeff Daniels – David
- Miles Teller – Peter
- Ansel Elgort – Caleb
- Zoë Kravitz – Christina
- Maggie Q – Tori
- Ray Stevenson – Marcus
- Mekhi Phifer – Max
- Daniel Dae Kim – Jack Kang
- Bill Skarsgård – Matthew
- Octavia Spencer – Johanna
- Naomi Watts – Evelyn
- Rebecca Pidgeon – Sarah
- Xander Berkeley – Phillip
- Keiynan Lonsdale – Uriah
- Jonny Weston – Edgar
- Nadia Hilker – Nita
- Andy Bean – Romit

i inni